# مؤتمر أماني الوطني
مؤتمر أماني الوطني هو حزب سياسي ليبرالي اجتماعي في كينيا.

## التاريخ
أسس الحزب موساليا مودافادي في عام 2015 بعد أن ترك حزب المنتدى الديمقراطي المتحد، وانضم إلى الحزب الجديد حوالي 300 عضو من اتحاد القوى الديمقراطية من نيروبي.
قبل الانتخابات العامة لعام 2017، شكل مودافادي التحالف الوطني الممتاز،  الذي دعم رايلا أودينجا كمرشح رئاسي له. تنافست الأحزاب في الانتخابات البرلمانية وحدها، وأصبح حزب المؤتمر رابع أكبر مكون في البرلمان، وفاز بثلاثة مقاعد في مجلس الشيوخ وأربعة عشر في الجمعية الوطنية. يُوصف موساليا مودافادي بأنه أحد المرشحين الرئيسيين للانتخابات الرئاسية في كينيا لعام 2022.

## روابط خارجية
- الموقع الرسمي